# 유훈근
유훈근(柳勳根, 1940년 12월 19일~)은 일제강점기 전라북도 전주에서 출생한, 대한민국의 전직 기업인이자, 전직 뉴스 시사 방송 언론 제작 PD(1986년 3월 MBC 퇴사)였으며, 전직 정치인이었다.
아내는 트로트 음악 가수 김상희(金相姬, 본명: 최순강(崔順江), 1968년 결혼~현재)이기도 하고, 아내와 사이에 아들 둘(2남)이 있다.

## 주요 경력
- 1965년~1969년 CBS 기독교방송 라디오 제작 PD[1]
- 1969년~1971년 DBS 동아방송 라디오 제작 PD[2]
- 1971년~1977년 TBC 동양방송 TV 제작 PD[3]
- 1977년~1978년 KBS 한국방송공사 TV 제작 PD[4]
- 1978년~1986년 MBC 문화방송 뉴스 보도 기자 겸 앵커 및 TV 시사 프로그램 제작 PD[5]
- 1986년 프리 랜서 기업인 행보를 시작
- 1986년~1987년 동해펄프 대표이사 CEO 사장 겸 이사장
- 1987년~1988년 명화산업 대표이사 CEO 사장
- 1988년 4월 26일 제13대 총선거 당시 전라북도 전주 갑 지역구에서 무소속 총선 후보 낙선
- 1989년~1991년 한효건설 대표이사 CEO 사장
- 1991년~1996년 한효건설 대표이사 CEO 회장
- 1996년~1997년 YS 문민 정부 국무총리 비서실 선임행정관 겸 공보담당기획비서관[6]
- 1997년 신한국당 비원내선임부대변인[7]
- 1998년 새정치국민회의 원외비상근부대변인[8]
- 1998년~1999년 DJ 국민의 정부 청와대 대통령 비서실 선임행정관 겸 공보비서관[9]
- 1999년 정계 은퇴[10]
- 1999년~2002년 유일여자고등학교 재단 이사장[11]

## 학력
- 전주고등학교 (졸업)
- 연세대학교 문과대학 국어국문학과 (학사)
- 연세대학교 대학원 정치외교학과 (석사)
- 미국 뉴욕 대학교 대학원 경제학과 (석사)